# Línea Anderson-Porras
|  |

La Línea Anderson-Porras es una línea fronteriza entre Costa Rica y Panamá en la vertiente del Pacífico, que se extiende de sur a norte desde la Punta Burica hasta el Cerro Pando, en la cordillera de Talamanca.
Esta línea, que se asemejaba ligeramente a la del fallido tratado Calvo-Herrán de 1856 pero carecía de toda motivación jurídica o fáctica, surgió en el polémico Fallo Loubet de 1900, dictado con el propósito de dirimir la controversia limítrofe entre Costa Rica y Colombia. Como el fallo arbitral resultaba confuso en la vertiente del Caribe y no se había ejecutado, en 1910 los plenipotenciarios de Costa Rica Luis Anderson Morúa y de Panamá Belisario Porras acordaron reconocer como válida e indubitable la línea trazada por el Fallo Loubet desde Punta Burica hasta Cerro Pando y someter la interpretación de la sección restante al arbitraje del Presidente de la Corte Suprema de Justicia de los Estados Unidos de América.
La Línea Anderson-Porras fue incorporada en 1941 en el tratado Echandi-Fernández, que resolvió definitivamente el problema limítrofe.
- Datos: Q5987144